# Trzebienie
Trzebienie – wieś w Polsce położona w województwie wielkopolskim, w powiecie kaliskim, w gminie Lisków.

## Historia
Pierwsza wzmianka o istnieniu tej miejscowości pochodzi z 1435 roku z teczek Dworzaczka.
W latach 1975–1998 miejscowość administracyjnie należała do województwa kaliskiego.